# Transports dans la Loire
Les transports dans le département français de la Loire ont contribué au développement industriel précoce de ce département. Le canal de Givors est mis en service dès 1780, et la ligne de Saint-Étienne à Andrézieux est la première ligne de chemin de fer ouverte en Europe continentale en 1827 ; ces infrastructures permirent le transport de la houille produite dans le sud du département. Mais de nos jours, c'est la proximité de l'agglomération lyonnaise qui est le principal facteur de l'évolution des réseaux de transport : la ligne de Saint-Étienne à Lyon est l'une des lignes ferroviaires les plus fréquentées de France hors Île-de-France, et la création d'une seconde autoroute entre Saint-Étienne et Lyon est demandée par une partie des élus locaux, alors que l'autoroute A47 a déjà été déchargée d'une partie de son trafic de longue distance grâce à l'ouverture de l'autoroute A89 en 2013.

## Transport routier

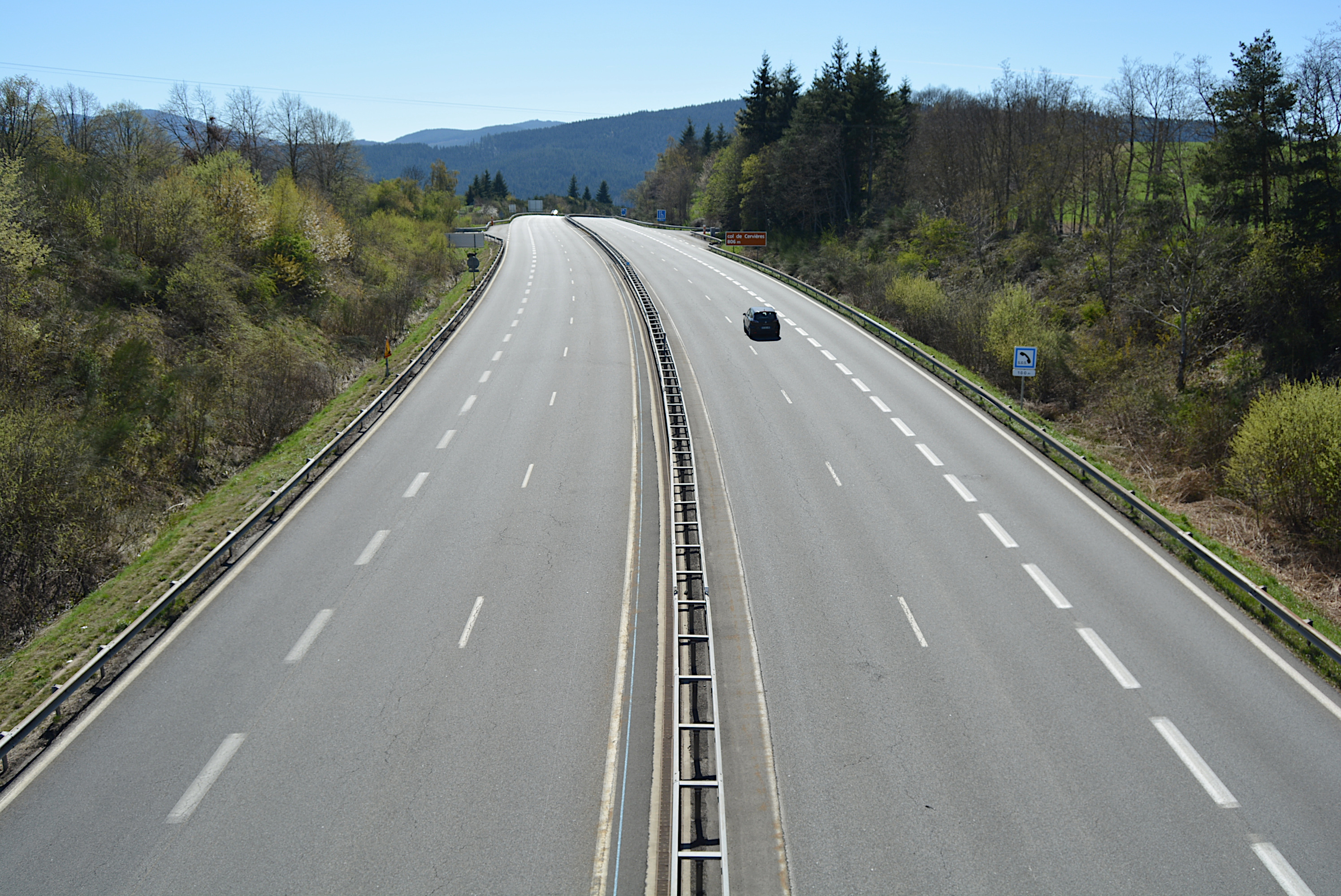
Un tronçon rural de l'autoroute A89 près du col de Cervières en 2022.

### Infrastructures routières
Le sud du département est principalement desservi par l'autoroute A47 et son prolongement la route nationale 88, qui relient Lyon à Saint-Étienne par la dense vallée du Gier et se poursuivent vers Firminy et la Haute-Loire. De caractéristiques peu performantes (pas de bande d'arrêt d'urgence, courbes resserrées, limitations de vitesse faibles) et saturée, cette autoroute faisait l'objet d'un projet de doublement par une autoroute A45, officiellement abandonné en 2018.
À Saint-Étienne débute l'autoroute A72, qui, dans sa partie suburbaine jusqu'à Andrézieux, est également très fréquentée. L'A72 se poursuit jusqu'à Balbigny où elle rencontre l'autoroute A89. Depuis 2013, Balbigny est le principal carrefour de la moitié nord de la Loire ; l'A89 relie Bordeaux et Clermont-Ferrand à Lyon, tandis que l'A72 forme avec la route nationale 82 un axe reliant les deux plus grandes agglomérations du département, Saint-Étienne et Roanne.
Roanne est également desservie par la route nationale 7, itinéraire de Paris à Lyon alternatif à l'autoroute A6, qui est progressivement mise à 2x2 voies.

### Transport collectif de voyageurs
La Loire est desservie par le réseau régional de transport routier Cars Région, dont le réseau de la Loire compte plus d'une vingtaine de lignes régulières.

## Transport ferroviaire

### Historique

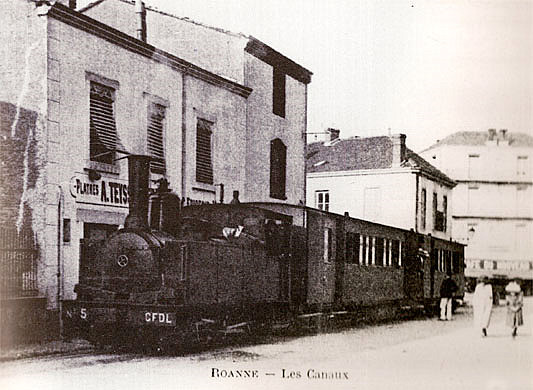
Un train des Chemins de fer départementaux de la Loire dans les rues de Roanne au début du XXe siècle.

Le département possède une importance capitale dans l'histoire des chemins de fer, puisque c'est dans la Loire qu'ont ouvert, en 1827, la première ligne de chemin de fer d'Europe continentale, entre Saint-Étienne et Andrézieux, et en 1832, la première ligne ouverte aux voyageurs en France, entre Saint-Étienne et Lyon.
Après la disparition des compagnies primitives à l'origine de ces lignes, le réseau d’intérêt général a été développé dans le département par la Compagnie des chemins de fer de Paris à Lyon et à la Méditerranée (PLM). À la fin du XIXe siècle, le chemin de fer d’intérêt général atteignait la plupart des villes et bourgs du département, dont Andrézieux, Balbigny, Boën-sur-Lignon, Bourg-Argental, Charlieu, Feurs, Firminy, Montbrison, Montrond-les-Bains, Noirétable, La Pacaudière, Rive-de-Gier, Roanne, Saint-Bonnet-le-Château, Saint-Chamond et Saint-Étienne-Châteaucreux. Plusieurs embranchements miniers desservaient par ailleurs la région de Saint-Étienne.
La Loire a également été desservie à partir de 1901 par un réseau de chemins de fer d’intérêt local, exploité par la Compagnie des chemins de fer départementaux de la Loire jusqu'en 1911, puis la Société des Chemins de fer du Centre de 1911 à 1928 et enfin la Régie des chemins de fer départementaux de la Loire de 1928 à leur fermeture complète à la veille de la Seconde Guerre mondiale. Ce réseau était découpé en deux parties : la partie nord desservait notamment Boën-sur-Lignon, Renaison, Roanne, Saint-Germain-Laval et Saint-Just-en-Chevalet, tandis que la partie sud reliait notamment Saint-Étienne à Saint-Héand, Saint-Chamond, Pélussin et Maclas. D'autres lignes d'intérêt local reliaient Saint-Galmier-Veauche à Saint-Galmier-Ville, et, à la frontière du département du Rhône, Viricelles à Saint-Symphorien-sur-Coise, Saint-Victor à Thizy et Saint-Victor à Cours.
La ligne de Saint-Étienne à Lyon (partie de la ligne de Moret - Veneux-les-Sablons à Lyon-Perrache), au trafic intense, est électrifiée dès 1958. Mais beaucoup d'autres lignes, peu fréquentées, fermèrent dès le lendemain de la Seconde Guerre mondiale voire dès les années 1930.
Depuis 2016, il n'existe plus de liaison ferroviaire entre Saint-Étienne et Clermont-Ferrand en raison de la fermeture du tronçon central de la ligne de Clermont-Ferrand à Saint-Just-sur-Loire.
|                                             |
| Le réseau ferroviaire à son apogée en 1930. |

|                                     |
| Le réseau ferroviaire de nos jours. |

|                                                    |
| Carte animée de l’évolution du réseau ferroviaire. |

### Situation actuelle

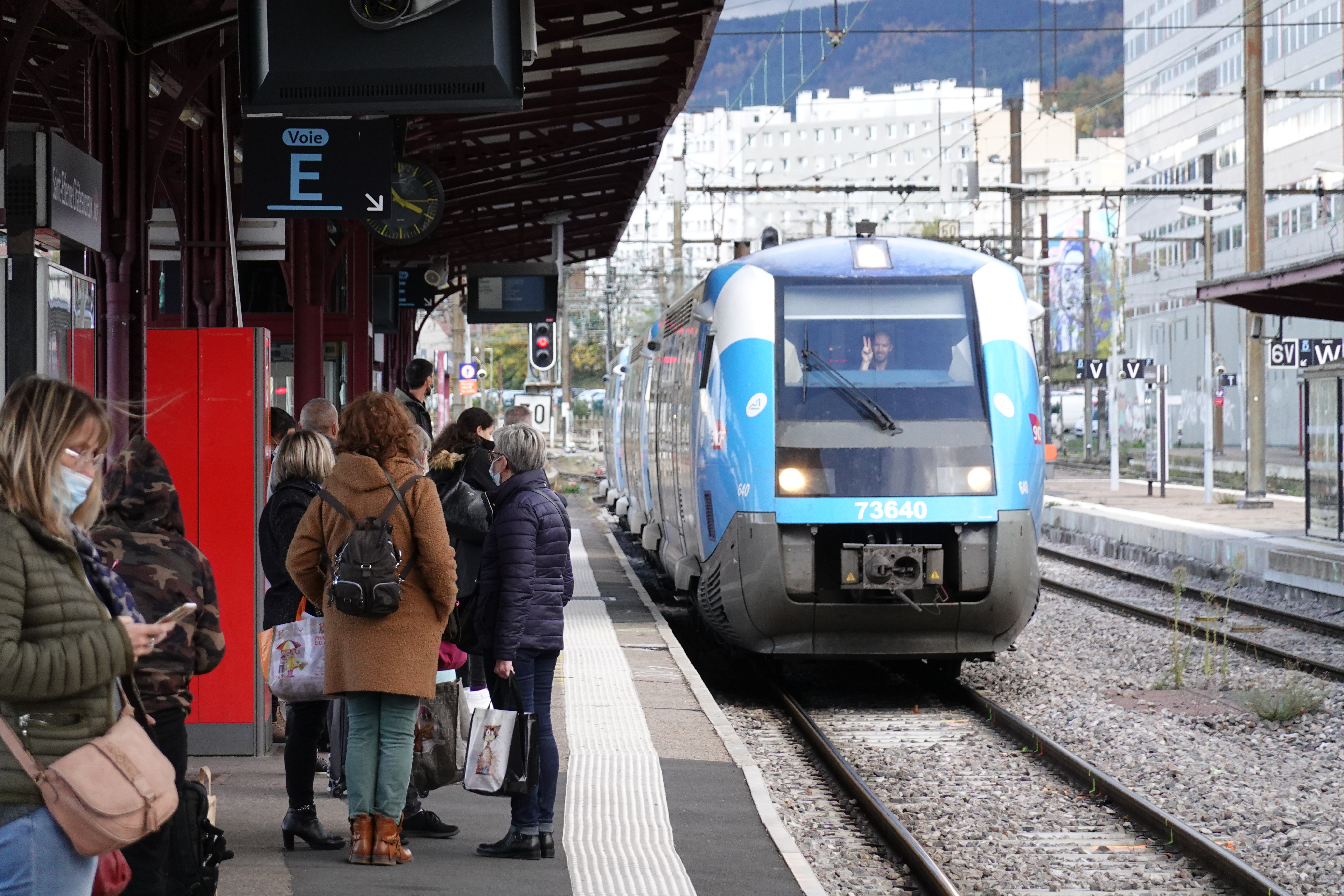
Un autorail X 73500 de TER Auvergne-Rhône-Alpes entre en gare de Saint-Étienne-Châteaucreux en 2021.

Les principales gares de voyageurs sont Saint-Étienne-Châteaucreux, avec 3 729 000 voyageurs, puis Roanne, Rive-de-Gier et Saint-Chamond avec une fréquentation annuelle entre 695 000 et 940 000 voyageurs en 2019.
La principale ligne du département est officiellement la ligne de Moret - Veneux-les-Sablons à Lyon-Perrache ; celle-ci comporte toutefois trois sections très distinctes et parcourues par des flux différents :
- au nord de Roanne, la double voie non-électrifiée est principalement parcourue par des Intercités Lyon-Nantes et des TER Auvergne-Rhône-Alpes Lyon - Clermont-Ferrand ;
- entre Roanne et Saint-Étienne, la double voie non-électrifiée est parcourue par des TER reliant les deux villes, ainsi que ceux venant de Boën (qui rejoignant la ligne avant La Fouillouse) ;
- entre Saint-Étienne et Lyon, la double voie électrifiée accueille un dense trafic de TER reliant les deux villes ou prolongés au-delà, ainsi que quelques TGV inOui reliant Paris à Saint-Étienne.

Une double voie non-électrifiée relie directement Roanne à Lyon. Saint-Étienne est par ailleurs l'origine d'une ligne, à double voie électrifiée jusqu'à Firminy, et qui dessert ensuite la Haute-Loire.

## Transport fluvial

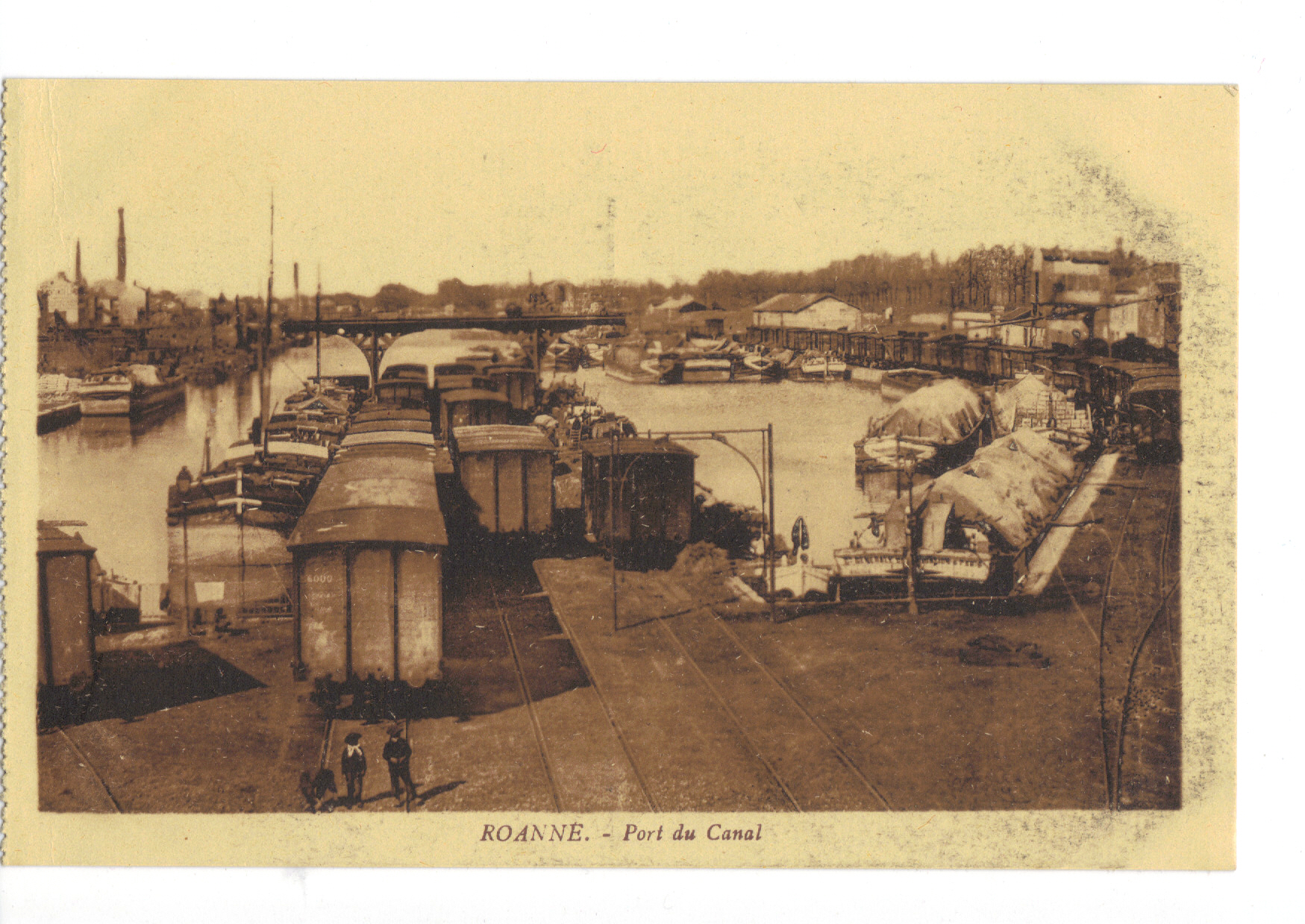
Le port de commerce de Roanne à son apogée, vers 1930.

Le canal de Givors, l'un des plus anciens canaux de France, mis en service en 1780, a été comblé dans les années 1960 et est aujourd'hui en partie recouvert par l'autoroute A47.
Le canal de Roanne à Digoin, au gabarit Freycinet (classe I CEMT), est aujourd'hui principalement destiné à la navigation de plaisance. Le port de Roanne s'est reconverti depuis les années 1990 en port de plaisance.

## Transport aérien
L'aéroport de Saint-Étienne-Loire ne propose plus de vols commerciaux réguliers depuis 2017 et celui de Roanne depuis 2002, mais ils conservent une activité d'aviation d'affaires et de service public notamment. Le département est donc principalement desservi par l'aéroport de Lyon-Saint-Exupéry, situé à 75 km de là.
L'aérodrome de Feurs - Chambéon, l'aérodrome de Saint-Chamond - L'Horme et l'aérodrome de Saint-Galmier sont destinés à l'aviation légère de tourisme et de loisirs.

## Transports en commun urbains et périurbains

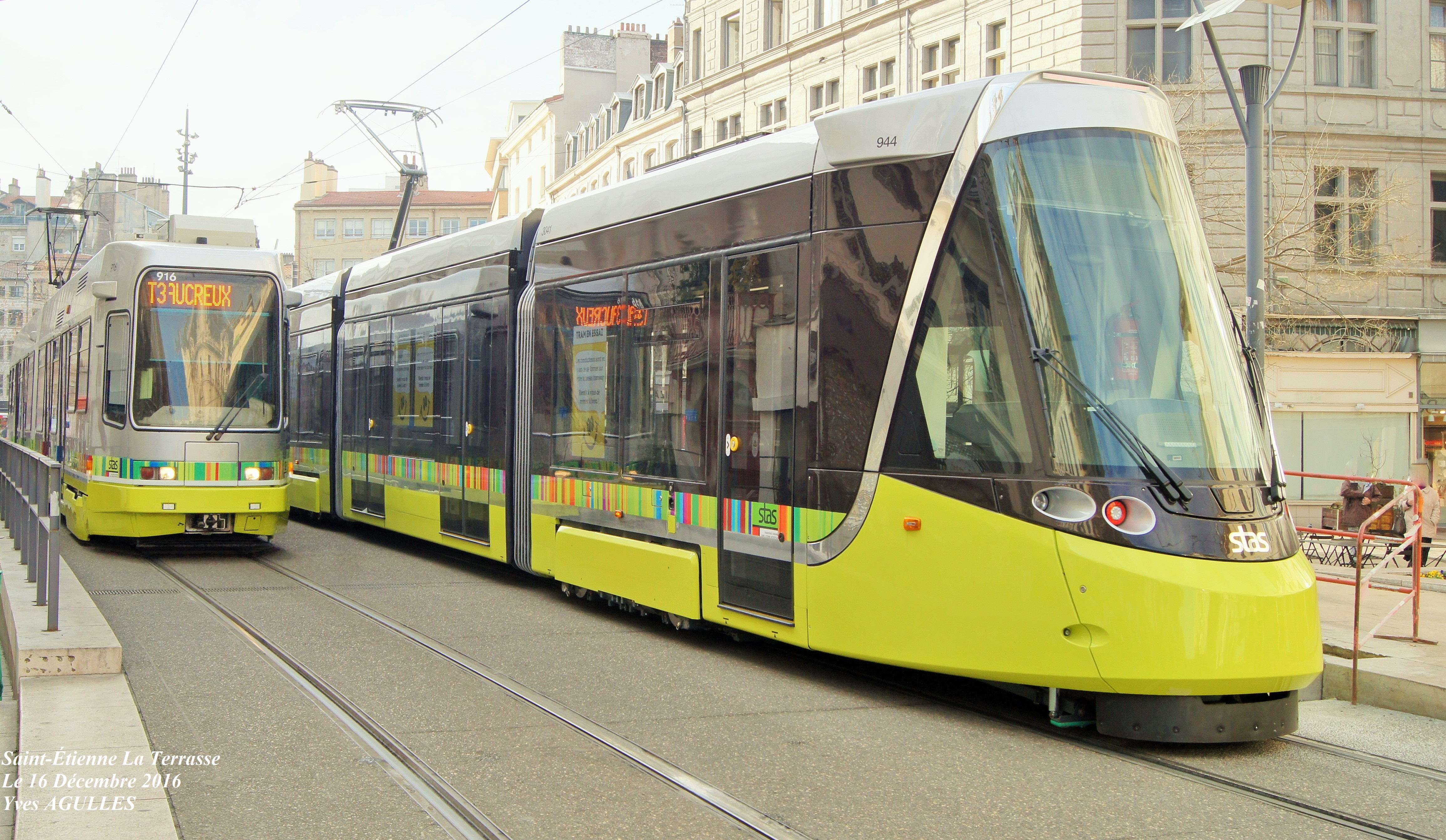
Deux rames de tramway à la station Peuple - Libération du tramway de Saint-Étienne en 2016.

Saint-Étienne Métropole, Roannais Agglomération et Loire Forez Agglomération sont autorités organisatrices de la mobilité sur leur territoire et organisent des services de transport dans leur ressort territorial.
Le réseau STAS dessert Saint-Étienne Métropole par trois lignes de tramway, deux lignes de trolleybus et près de 80 lignes d'autobus. Saint-Étienne est l'une des trois seules villes de France à n'avoir jamais renoncé au tramway depuis 1881, et l'une quatre seules villes de France à conserver un réseau de trolleybus. Le Musée des transports urbains de Saint-Étienne et sa région valorise cette histoire.
Le réseau STAR dessert l'agglomération de Roanne par une douzaine de lignes régulières d'autobus et du transport à la demande. Le tramway de Roanne desservait la ville de 1901 à 1949.
Loire Forez Agglomération organise quelques lignes d'autocars dites de proximité pour desservir quelques communes isolées, mais son territoire est principalement desservi par les Cars Région Loire.
Outre Saint-Étienne, des tramways ont circulé à Roanne de 1901 à 1949 et à Saint-Chamond de 1906 à 1931.

## Modes actifs
Le département est traversé par plusieurs voies vertes, véloroutes et sentiers de grande randonnée.